# Etaper i Giro d'Italia 2012
Etaperne i Giro d'Italia 2012 strækker sig over 21 etaper (med 2 hviledage) fra d. 5. maj til og med d. 27. maj.

## 1. etape
5. maj 2012 — Herning (Danmark), 8,7 km, enkeltstart (ITT)
Resultat og samlede stilling efter 1. etape
|    | Rytter                     | Hold                        | Tid   |
| -- | -------------------------- | --------------------------- | ----- |
| 1  | Taylor Phinney (USA)       | BMC Racing Team             | 10.26 |
| 2  | Geraint Thomas (GBR)       | Team Sky                    | + 9   |
| 3  | Alex Rasmussen (DEN)       | Garmin-Sharp                | + 13  |
| 4  | Manuele Boaro (ITA)        | Team Saxo Bank-Tinkoff Bank | + 15  |
| 5  | Gustav Larsson (SWE)       | Vacansoleil-DCM             | + 22  |
| 6  | Ramūnas Navardauskas (LTU) | Garmin-Sharp                | + 22  |
| 7  | Brett Lancaster (AUS)      | Orica-GreenEDGE             | + 23  |
| 8  | Marco Pinotti (ITA)        | BMC Racing Team             | + 24  |
| 9  | Jesse Sergent (NZL)        | RadioShack-Nissan-Trek      | + 26  |
| 10 | Nelson Oliveira (POR)      | RadioShack-Nissan-Trek      | + 27  |

## 2. etape
6. maj 2012 — Herning (Danmark) til Herning (Danmark), 206 km
|    | Rytter                | Hold                         | Tid     |
| -- | --------------------- | ---------------------------- | ------- |
| 1  | Mark Cavendish (GBR)  | Team Sky                     | 4:53.12 |
| 2  | Matthew Goss (AUS)    | Orica-GreenEDGE              | s.t.    |
| 3  | Geoffrey Soupe (FRA)  | FDJ-BigMat                   | s.t.    |
| 4  | Tyler Farrar (USA)    | Garmin-Sharp                 | s.t.    |
| 5  | Roberto Ferrari (ITA) | Androni Giocattoli-Venezuela | s.t.    |
| 6  | Mark Renshaw (AUS)    | Rabobank                     | s.t.    |
| 7  | Thor Hushovd (NOR)    | BMC Racing Team              | s.t.    |
| 8  | Daniele Bennati (ITA) | RadioShack-Nissan-Trek       | s.t.    |
| 9  | William Bonnet (FRA)  | FDJ-BigMat                   | s.t.    |
| 10 | Geraint Thomas (GBR)  | Team Sky                     | s.t.    |

|    | Rytter                     | Hold                        | Tid     |
| -- | -------------------------- | --------------------------- | ------- |
| 1  | Taylor Phinney (USA)       | BMC Racing Team             | 5:03.38 |
| 2  | Geraint Thomas (GBR)       | Team Sky                    | + 9     |
| 3  | Alex Rasmussen (DEN)       | Garmin-Sharp                | + 13    |
| 4  | Manuele Boaro (ITA)        | Team Saxo Bank-Tinkoff Bank | + 15    |
| 5  | Gustav Larsson (SWE)       | Vacansoleil-DCM             | + 22    |
| 6  | Ramūnas Navardauskas (LTU) | Garmin-Sharp                | + 22    |
| 7  | Brett Lancaster (AUS)      | Orica-GreenEDGE             | + 23    |
| 8  | Marco Pinotti (ITA)        | BMC Racing Team             | + 24    |
| 9  | Jesse Sergent (NZL)        | RadioShack-Nissan-Trek      | + 26    |
| 10 | Nelson Oliveira (POR)      | RadioShack-Nissan-Trek      | + 27    |

## 3. etape
7. maj 2012 — Horsens (Danmark) til Horsens (Danmark), 190 km
|    | Rytter                   | Hold                        | Tid     |
| -- | ------------------------ | --------------------------- | ------- |
| 1  | Matthew Goss (AUS)       | Orica-GreenEDGE             | 4:20.53 |
| 2  | Juan José Haedo (ARG)    | Team Saxo Bank-Tinkoff Bank | s.t.    |
| 3  | Tyler Farrar (USA)       | Garmin-Sharp                | s.t.    |
| 4  | Arnaud Démare (FRA)      | FDJ-BigMat                  | s.t.    |
| 5  | Mark Renshaw (AUS)       | Rabobank                    | s.t.    |
| 6  | Thor Hushovd (NOR)       | BMC Racing Team             | s.t.    |
| 7  | Alexander Kristoff (NOR) | Team Katusha                | s.t.    |
| 8  | Romain Feillu (FRA)      | Vacansoleil-DCM             | s.t.    |
| 9  | Fumiyuki Beppu (JPN)     | Orica-GreenEDGE             | s.t.    |
| 10 | Andrea Guardini (ITA)    | Farnese Vini-Selle Italia   | s.t.    |

|    | Rytter                     | Hold                        | Tid     |
| -- | -------------------------- | --------------------------- | ------- |
| 1  | Taylor Phinney (USA)       | BMC Racing Team             | 9:24.31 |
| 2  | Geraint Thomas (GBR)       | Team Sky                    | + 9     |
| 3  | Alex Rasmussen (DEN)       | Garmin-Sharp                | + 13    |
| 4  | Manuele Boaro (ITA)        | Team Saxo Bank-Tinkoff Bank | + 15    |
| 5  | Ramūnas Navardauskas (LTU) | Garmin-Sharp                | + 18    |
| 6  | Gustav Larsson (SWE)       | Vacansoleil-DCM             | + 22    |
| 7  | Brett Lancaster (AUS)      | Orica-GreenEDGE             | + 23    |
| 8  | Matthew Goss (AUS)         | Orica-GreenEDGE             | + 23    |
| 9  | Marco Pinotti (ITA)        | BMC Racing Team             | + 24    |
| 10 | Jesse Sergent (NZL)        | RadioShack-Nissan-Trek      | + 26    |

## 4. etape
9. maj 2012 — Verona, 33,2 km, holdstidskørsel (TTT)
|    | Hold                              | Tid   |
| -- | --------------------------------- | ----- |
| 1  | Garmin-Sharp (USA)                | 37.04 |
| 2  | Team Katusha (RUS)                | + 5   |
| 3  | Astana Pro Team (KAZ)             | + 22  |
| 4  | Team Saxo Bank-Tinkoff Bank (DEN) | + 22  |
| 5  | Omega Pharma-Quick Step (BEL)     | + 24  |
| 6  | Orica-GreenEDGE (AUS)             | + 25  |
| 7  | Liquigas–Cannondale (ITA)         | + 26  |
| 8  | RadioShack-Nissan-Trek (LUX)      | + 28  |
| 9  | Team Sky (GBR)                    | + 30  |
| 10 | BMC Racing Team (USA)             | + 31  |

|    | Rytter                      | Hold                        | Tid      |
| -- | --------------------------- | --------------------------- | -------- |
| 1  | Ramūnas Navardauskas (LTU)  | Garmin-Sharp                | 10:01.53 |
| 2  | Tyler Farrar (USA)          | Garmin-Sharp                | + 10     |
| 3  | Robert Hunter (RSA)         | Garmin-Sharp                | + 10     |
| 4  | Ryder Hesjedal (CAN)        | Garmin-Sharp                | + 11     |
| 5  | Taylor Phinney (USA)        | BMC Racing Team             | + 13     |
| 6  | Manuele Boaro (ITA)         | Team Saxo Bank-Tinkoff Bank | + 19     |
| 7  | Geraint Thomas (GBR)        | Team Sky                    | + 21     |
| 8  | Sébastien Rosseler (BEL)    | Garmin-Sharp                | + 25     |
| 9  | Christian Vande Velde (USA) | Garmin-Sharp                | + 26     |
| 10 | Joaquim Rodriguez (ESP)     | Team Katusha                | + 30     |

## 5. etape
10. maj 2012 — Modena til Fano, 209 km
|    | Rytter                     | Hold                        | Tid     |
| -- | -------------------------- | --------------------------- | ------- |
| 1  | Mark Cavendish (GBR)       | Team Sky                    | 4:43.15 |
| 2  | Matthew Goss (AUS)         | Orica-GreenEDGE             | s.t.    |
| 3  | Daniele Bennati (ITA)      | RadioShack-Nissan-Trek      | s.t.    |
| 4  | Robert Hunter (RSA)        | Garmin-Sharp                | s.t.    |
| 5  | Sacha Modolo (ITA)         | Colnago-CSF Bardiani        | s.t.    |
| 6  | Alexander Kristoff (NOR)   | Team Katusha                | s.t.    |
| 7  | Elia Favilli (ITA)         | Farnese Vini-Selle Italia   | s.t.    |
| 8  | Manuel Belletti (ITA)      | Ag2r-La Mondiale            | s.t.    |
| 9  | Arnaud Démare (FRA)        | FDJ-BigMat                  | s.t.    |
| 10 | Jonas Aaen Jørgensen (DEN) | Team Saxo Bank-Tinkoff Bank | s.t.    |

|    | Rytter                      | Hold                        | Tid      |
| -- | --------------------------- | --------------------------- | -------- |
| 1  | Ramūnas Navardauskas (LTU)  | Garmin-Sharp                | 14:45.13 |
| 2  | Robert Hunter (RSA)         | Garmin-Sharp                | + 5      |
| 3  | Ryder Hesjedal (CAN)        | Garmin-Sharp                | + 11     |
| 4  | Matthew Goss (AUS)          | Orica-GreenEDGE             | + 13     |
| 5  | Mark Cavendish (GBR)        | Team Sky                    | + 14     |
| 6  | Geraint Thomas (GBR)        | Team Sky                    | + 16     |
| 7  | Manuele Boaro (ITA)         | Team Saxo Bank-Tinkoff Bank | + 19     |
| 8  | Christian Vande Velde (USA) | Garmin-Sharp                | + 26     |
| 9  | Joaquim Rodríguez (ESP)     | Team Katusha                | + 30     |
| 10 | Alexander Kristoff (NOR)    | Team Katusha                | + 30     |

## 6. etape
11. maj 2012 — Urbino til Porto Sant'Elpidio, 210 km
|    | Rytter                     | Hold                         | Tid     |
| -- | -------------------------- | ---------------------------- | ------- |
| 1  | Miguel Ángel Rubiano (COL) | Androni Giocattoli-Venezuela | 5:38.30 |
| 2  | Adriano Malori (ITA)       | Lampre-ISD                   | + 1.10  |
| 3  | Michał Gołaś (POL)         | Omega Pharma-Quick Step      | + 1.10  |
| 4  | Aleksandr Djatjenko (KAZ)  | Astana Pro Team              | + 1.10  |
| 5  | Cesare Benedetti (ITA)     | Team NetApp                  | + 1.10  |
| 6  | Daryl Impey (RSA)          | Orica-GreenEDGE              | + 1.51  |
| 7  | Filippo Pozzato (ITA)      | Farnese Vini-Selle Italia    | + 1.51  |
| 8  | Fabio Sabatini (ITA)       | Liquigas–Cannondale          | + 1.51  |
| 9  | Francisco Ventoso (ESP)    | Movistar Team                | + 1.51  |
| 10 | Michał Kwiatkowski (POL)   | Omega Pharma-Quick Step      | + 1.51  |

|    | Rytter                      | Hold                         | Tid      |
| -- | --------------------------- | ---------------------------- | -------- |
| 1  | Adriano Malori (ITA)        | Lampre-ISD                   | 20:25.28 |
| 2  | Michał Gołaś (POL)          | Omega Pharma-Quick Step      | + 15     |
| 3  | Ryder Hesjedal (CAN)        | Garmin-Sharp                 | + 17     |
| 4  | Miguel Ángel Rubiano (COL)  | Androni Giocattoli-Venezuela | + 30     |
| 5  | Christian Vande Velde (USA) | Garmin-Sharp                 | + 32     |
| 6  | Joaquim Rodríguez (ESP)     | Team Katusha                 | + 36     |
| 7  | Peter Stetina (USA)         | Garmin-Sharp                 | + 37     |
| 8  | Daniel Moreno (ESP)         | Team Katusha                 | + 39     |
| 9  | Enrico Gasparotto (ITA)     | Astana Pro Team              | + 39     |
| 10 | Luke Roberts (AUS)          | Team Saxo Bank-Tinkoff Bank  | + 41     |

## 7. etape
12. maj 2012 — Recanati til Rocca di Cambio, 205 km
|    | Rytter                   | Hold                   | Tid     |
| -- | ------------------------ | ---------------------- | ------- |
| 1  | Paolo Tiralongo (ITA)    | Astana Pro Team        | 5:51.03 |
| 2  | Michele Scarponi (ITA)   | Lampre-ISD             | s.t.    |
| 3  | Fränk Schleck (LUX)      | RadioShack-Nissan-Trek | + 3     |
| 4  | Joaquim Rodríguez (ESP)  | Team Katusha           | + 3     |
| 5  | Ryder Hesjedal (CAN)     | Garmin-Sharp           | + 5     |
| 6  | Domenico Pozzovivo (ITA) | Colnago-CSF Bardiani   | + 9     |
| 7  | Daniel Moreno (ESP)      | Team Katusha           | + 9     |
| 8  | Ivan Basso (ITA)         | Liquigas–Cannondale    | + 9     |
| 9  | Mikel Nieve (ESP)        | Euskaltel-Euskadi      | + 11    |
| 10 | Gianluca Brambilla (ITA) | Colnago-CSF Bardiani   | + 11    |

|    | Rytter                      | Hold                    | Tid      |
| -- | --------------------------- | ----------------------- | -------- |
| 1  | Ryder Hesjedal (CAN)        | Garmin-Sharp            | 26:16.53 |
| 2  | Paolo Tiralongo (ITA)       | Astana Pro Team         | + 15     |
| 3  | Joaquim Rodríguez (ESP)     | Team Katusha            | + 17     |
| 4  | Christian Vande Velde (USA) | Garmin-Sharp            | + 21     |
| 5  | Peter Stetina (USA)         | Garmin-Sharp            | + 26     |
| 6  | Daniel Moreno (ESP)         | Team Katusha            | + 26     |
| 7  | Roman Kreuziger (CZE)       | Astana Pro Team         | + 35     |
| 8  | Ivan Basso (ITA)            | Liquigas–Cannondale     | + 40     |
| 9  | Damiano Caruso (ITA)        | Liquigas–Cannondale     | + 45     |
| 10 | Dario Cataldo (ITA)         | Omega Pharma-Quick Step | + 46     |

## 8. etape
13. maj 2012 — Sulmona til Lago Laceno, 229 km
|    | Rytter                   | Hold                         | Tid     |
| -- | ------------------------ | ---------------------------- | ------- |
| 1  | Domenico Pozzovivo (ITA) | Colnago-CSF Bardiani         | 6:06.05 |
| 2  | Beñat Intxausti (ESP)    | Movistar Team                | + 23    |
| 3  | Joaquim Rodríguez (ESP)  | Team Katusha                 | + 27    |
| 4  | Thomas De Gendt (BEL)    | Vacansoleil-DCM              | + 27    |
| 5  | Dario Cataldo (ITA)      | Omega Pharma-Quick Step      | + 27    |
| 6  | Damiano Caruso (ITA)     | Liquigas–Cannondale          | + 27    |
| 7  | Gianluca Brambilla (ITA) | Colnago-CSF Bardiani         | + 27    |
| 8  | Bartosz Huzarski (POL)   | Team NetApp                  | + 27    |
| 9  | José Rujano (VEN)        | Androni Giocattoli-Venezuela | + 27    |
| 10 | John Gadret (FRA)        | Ag2r-La Mondiale             | + 27    |

|    | Rytter                  | Hold                    | Tid      |
| -- | ----------------------- | ----------------------- | -------- |
| 1  | Ryder Hesjedal (CAN)    | Garmin-Sharp            | 32:23.25 |
| 2  | Joaquim Rodríguez (ESP) | Team Katusha            | + 9      |
| 3  | Paolo Tiralongo (ITA)   | Astana Pro Team         | + 15     |
| 4  | Roman Kreuziger (CZE)   | Astana Pro Team         | + 35     |
| 5  | Beñat Intxausti (ESP)   | Movistar Team           | + 35     |
| 6  | Ivan Basso (ITA)        | Liquigas–Cannondale     | + 40     |
| 7  | Damiano Caruso (ITA)    | Liquigas–Cannondale     | + 45     |
| 8  | Dario Cataldo (ITA)     | Omega Pharma-Quick Step | + 46     |
| 9  | Fränk Schleck (LUX)     | RadioShack-Nissan-Trek  | + 48     |
| 10 | Eros Capecchi (ITA)     | Liquigas–Cannondale     | + 52     |

## 9. etape
14. maj 2012 — San Giorgio del Sannio til Frosinone, 166 km
|    | Rytter                   | Hold                         | Tid     |
| -- | ------------------------ | ---------------------------- | ------- |
| 1  | Francisco Ventoso (ESP)  | Movistar Team                | 3:39.15 |
| 2  | Fabio Felline (ITA)      | Androni Giocattoli-Venezuela | s.t.    |
| 3  | Giacomo Nizzolo (ITA)    | RadioShack-Nissan-Trek       | s.t.    |
| 4  | Damiano Caruso (ITA)     | Liquigas–Cannondale          | s.t.    |
| 5  | Daniel Schorn (AUT)      | Team NetApp                  | s.t.    |
| 6  | Alexander Kristoff (NOR) | Team Katusha                 | s.t.    |
| 7  | Ryder Hesjedal (CAN)     | Garmin-Sharp                 | s.t.    |
| 8  | Matthias Brändle (AUT)   | Team NetApp                  | s.t.    |
| 9  | Manuel Belletti (ITA)    | Ag2r-La Mondiale             | s.t.    |
| 10 | Daryl Impey (RSA)        | Orica-GreenEDGE              | s.t.    |

|    | Rytter                  | Hold                    | Tid      |
| -- | ----------------------- | ----------------------- | -------- |
| 1  | Ryder Hesjedal (CAN)    | Garmin-Sharp            | 36:02.40 |
| 2  | Joaquim Rodríguez (ESP) | Team Katusha            | + 9      |
| 3  | Paolo Tiralongo (ITA)   | Astana Pro Team         | + 15     |
| 4  | Roman Kreuziger (CZE)   | Astana Pro Team         | + 35     |
| 5  | Beñat Intxausti (ESP)   | Movistar Team           | + 35     |
| 6  | Ivan Basso (ITA)        | Liquigas–Cannondale     | + 40     |
| 7  | Damiano Caruso (ITA)    | Liquigas–Cannondale     | + 45     |
| 8  | Dario Cataldo (ITA)     | Omega Pharma-Quick Step | + 46     |
| 9  | Fränk Schleck (LUX)     | RadioShack-Nissan-Trek  | + 48     |
| 10 | Eros Capecchi (ITA)     | Liquigas–Cannondale     | + 52     |

## 10. etape
15. maj 2012 — Civitavecchia til Assisi, 186 km
|    | Rytter                   | Hold                    | Tid     |
| -- | ------------------------ | ----------------------- | ------- |
| 1  | Joaquim Rodríguez (ESP)  | Team Katusha            | 4:25.05 |
| 2  | Bartosz Huzarski (POL)   | Team NetApp             | + 2     |
| 3  | Giovanni Visconti (ITA)  | Movistar Team           | + 2     |
| 4  | Domenico Pozzovivo (ITA) | Colnago-CSF Bardiani    | + 6     |
| 5  | John Gadret (FRA)        | Ag2r-La Mondiale        | + 6     |
| 6  | Ryder Hesjedal (CAN)     | Garmin-Sharp            | + 6     |
| 7  | Tom-Jelte Slagter (NED)  | Rabobank                | + 6     |
| 8  | Dario Cataldo (ITA)      | Omega Pharma-Quick Step | + 6     |
| 9  | Roman Kreuziger (CZE)    | Astana Pro Team         | + 6     |
| 10 | Rigoberto Urán (COL)     | Team Sky                | + 6     |

|    | Rytter                  | Hold                    | Tid      |
| -- | ----------------------- | ----------------------- | -------- |
| 1  | Joaquim Rodríguez (ESP) | Team Katusha            | 40:27.34 |
| 2  | Ryder Hesjedal (CAN)    | Garmin-Sharp            | + 17     |
| 3  | Paolo Tiralongo (ITA)   | Astana Pro Team         | + 32     |
| 4  | Roman Kreuziger (CZE)   | Astana Pro Team         | + 52     |
| 5  | Beñat Intxausti (ESP)   | Movistar Team           | + 52     |
| 6  | Ivan Basso (ITA)        | Liquigas–Cannondale     | + 57     |
| 7  | Damiano Caruso (ITA)    | Liquigas–Cannondale     | + 1.02   |
| 8  | Dario Cataldo (ITA)     | Omega Pharma-Quick Step | + 1.03   |
| 9  | Eros Capecchi (ITA)     | Liquigas–Cannondale     | + 1.09   |
| 10 | Rigoberto Urán (COL)    | Team Sky                | + 1.10   |

## 11. etape
16. maj 2012 — Assisi til Montecatini Terme, 255 km
|    | Rytter                  | Hold                         | Tid     |
| -- | ----------------------- | ---------------------------- | ------- |
| 1  | Roberto Ferrari (ITA)   | Androni Giocattoli-Venezuela | 6:49.05 |
| 2  | Francesco Chicchi (ITA) | Omega Pharma-Quick Step      | s.t.    |
| 3  | Tomas Vaitkus (LTU)     | Orica-GreenEDGE              | s.t.    |
| 4  | Mark Cavendish (GBR)    | Team Sky                     | s.t.    |
| 5  | Manuel Belletti (ITA)   | Ag2r-La Mondiale             | s.t.    |
| 6  | Giacomo Nizzolo (ITA)   | RadioShack-Nissan-Trek       | s.t.    |
| 7  | Daniel Schorn (AUT)     | Team NetApp                  | s.t.    |
| 8  | Arnaud Démare (FRA)     | FDJ-BigMat                   | s.t.    |
| 9  | Danilo Wyss (SUI)       | BMC Racing Team              | s.t.    |
| 10 | Geoffrey Soupe (FRA)    | FDJ-BigMat                   | s.t.    |

|    | Rytter                  | Hold                    | Tid      |
| -- | ----------------------- | ----------------------- | -------- |
| 1  | Joaquim Rodríguez (ESP) | Team Katusha            | 47:16.39 |
| 2  | Ryder Hesjedal (CAN)    | Garmin-Sharp            | + 17     |
| 3  | Paolo Tiralongo (ITA)   | Astana Pro Team         | + 32     |
| 4  | Roman Kreuziger (CZE)   | Astana Pro Team         | + 52     |
| 5  | Beñat Intxausti (ESP)   | Movistar Team           | + 52     |
| 6  | Ivan Basso (ITA)        | Liquigas–Cannondale     | + 57     |
| 7  | Damiano Caruso (ITA)    | Liquigas–Cannondale     | + 1.02   |
| 8  | Dario Cataldo (ITA)     | Omega Pharma-Quick Step | + 1.03   |
| 9  | Eros Capecchi (ITA)     | Liquigas–Cannondale     | + 1.09   |
| 10 | Rigoberto Urán (COL)    | Team Sky                | + 1.10   |

## 12. etape
17. maj 2012 — Seravezza til Sestri Levante, 155 km
|    | Rytter                    | Hold                         | Tid     |
| -- | ------------------------- | ---------------------------- | ------- |
| 1  | Lars Bak (DEN)            | Lotto-Belisol                | 3:58.55 |
| 2  | Sandy Casar (FRA)         | FDJ-BigMat                   | + 11    |
| 3  | Andrey Amador (CRC)       | Movistar Team                | + 11    |
| 4  | Jan Bakelants (BEL)       | RadioShack-Nissan-Trek       | + 11    |
| 5  | Ivan Santaromita (ITA)    | BMC Racing Team              | + 11    |
| 6  | Jackson Rodríguez (VEN)   | Androni Giocattoli-Venezuela | + 11    |
| 7  | Amets Txurruka (ESP)      | Euskaltel-Euskadi            | + 11    |
| 8  | Martijn Keizer (NED)      | Vacansoleil-DCM              | + 43    |
| 9  | Michał Gołaś (POL)        | Omega Pharma-Quick Step      | + 48    |
| 10 | Juan Antonio Flecha (ESP) | Team Sky                     | + 3.34  |

|    | Rytter                  | Hold                    | Tid      |
| -- | ----------------------- | ----------------------- | -------- |
| 1  | Joaquim Rodríguez (ESP) | Team Katusha            | 51:19.08 |
| 2  | Ryder Hesjedal (CAN)    | Garmin-Sharp            | + 17     |
| 3  | Sandy Casar (FRA)       | FDJ-BigMat              | + 26     |
| 4  | Paolo Tiralongo (ITA)   | Astana Pro Team         | + 32     |
| 5  | Ivan Santaromita (ITA)  | BMC Racing Team         | + 49     |
| 6  | Roman Kreuziger (CZE)   | Astana Pro Team         | + 52     |
| 7  | Beñat Intxausti (ESP)   | Movistar Team           | + 52     |
| 8  | Ivan Basso (ITA)        | Liquigas–Cannondale     | + 57     |
| 9  | Damiano Caruso (ITA)    | Liquigas–Cannondale     | + 1.02   |
| 10 | Dario Cataldo (ITA)     | Omega Pharma-Quick Step | + 1.03   |

## 13. etape
18. maj 2012 — Savona til Cervere, 121 km
|    | Rytter                      | Hold                        | Tid     |
| -- | --------------------------- | --------------------------- | ------- |
| 1  | Mark Cavendish (GBR)        | Team Sky                    | 3:02.07 |
| 2  | Alexander Kristoff (NOR)    | Team Katusha                | s.t.    |
| 3  | Mark Renshaw (AUS)          | Rabobank                    | s.t.    |
| 4  | Sacha Modolo (ITA)          | Colnago-CSF Bardiani        | s.t.    |
| 5  | Elia Favilli (ITA)          | Farnese Vini-Selle Italia   | s.t.    |
| 6  | Matthew Goss (AUS)          | Orica-GreenEDGE             | s.t.    |
| 7  | Arnaud Démare (FRA)         | FDJ-BigMat                  | s.t.    |
| 8  | Lucas Sebastián Haedo (ARG) | Team Saxo Bank-Tinkoff Bank | s.t.    |
| 9  | Sonny Colbrelli (ITA)       | Colnago-CSF Bardiani        | s.t.    |
| 10 | Manuel Belletti (ITA)       | Ag2r-La Mondiale            | s.t.    |

|    | Rytter                  | Hold                    | Tid      |
| -- | ----------------------- | ----------------------- | -------- |
| 1  | Joaquim Rodríguez (ESP) | Team Katusha            | 54:21.15 |
| 2  | Ryder Hesjedal (CAN)    | Garmin-Sharp            | + 17     |
| 3  | Sandy Casar (FRA)       | FDJ-BigMat              | + 26     |
| 4  | Paolo Tiralongo (ITA)   | Astana Pro Team         | + 32     |
| 5  | Ivan Santaromita (ITA)  | BMC Racing Team         | + 49     |
| 6  | Roman Kreuziger (CZE)   | Astana Pro Team         | + 52     |
| 7  | Beñat Intxausti (ESP)   | Movistar Team           | + 52     |
| 8  | Ivan Basso (ITA)        | Liquigas–Cannondale     | + 57     |
| 9  | Damiano Caruso (ITA)    | Liquigas–Cannondale     | + 1.02   |
| 10 | Dario Cataldo (ITA)     | Omega Pharma-Quick Step | + 1.03   |

## 14. etape
19. maj 2012 — Cherasco til Cervinia, 206 km
|    | Rytter                     | Hold                         | Tid     |
| -- | -------------------------- | ---------------------------- | ------- |
| 1  | Andrey Amador (CRC)        | Movistar Team                | 5:33.36 |
| 2  | Jan Bárta (CZE)            | Team NetApp                  | s.t.    |
| 3  | Alessandro De Marchi (ITA) | Androni Giocattoli-Venezuela | + 2     |
| 4  | Ryder Hesjedal (CAN)       | Garmin-Sharp                 | + 20    |
| 5  | Paolo Tiralongo (ITA)      | Astana Pro Team              | + 46    |
| 6  | Rigoberto Urán (COL)       | Team Sky                     | + 46    |
| 7  | Joaquim Rodríguez (ESP)    | Team Katusha                 | + 46    |
| 8  | Thomas De Gendt (BEL)      | Vacansoleil-DCM              | + 46    |
| 9  | Michele Scarponi (ITA)     | Lampre-ISD                   | + 46    |
| 10 | John Gadret (FRA)          | Ag2r-La Mondiale             | + 46    |

|    | Rytter                   | Hold                 | Tid      |
| -- | ------------------------ | -------------------- | -------- |
| 1  | Ryder Hesjedal (CAN)     | Garmin-Sharp         | 59:55.28 |
| 2  | Joaquim Rodríguez (ESP)  | Team Katusha         | + 9      |
| 3  | Paolo Tiralongo (ITA)    | Astana Pro Team      | + 41     |
| 4  | Sandy Casar (FRA)        | FDJ-BigMat           | + 1.05   |
| 5  | Ivan Basso (ITA)         | Liquigas–Cannondale  | + 1.06   |
| 6  | Roman Kreuziger (CZE)    | Astana Pro Team      | + 1.07   |
| 7  | Beñat Intxausti (ESP)    | Movistar Team        | + 1.07   |
| 8  | Rigoberto Urán (COL)     | Team Sky             | + 1.19   |
| 9  | Michele Scarponi (ITA)   | Lampre-ISD           | + 1.20   |
| 10 | Domenico Pozzovivo (ITA) | Colnago-CSF Bardiani | + 1.21   |

## 15. etape
20. maj 2012 — Busto Arsizio til Lecco-Pian dei Resinelli, 169 km
|    | Rytter                  | Hold                      | Tid     |
| -- | ----------------------- | ------------------------- | ------- |
| 1  | Matteo Rabottini (ITA)  | Farnese Vini-Selle Italia | 5:15.30 |
| 2  | Joaquim Rodríguez (ESP) | Team Katusha              | s.t.    |
| 3  | Alberto Losada (ESP)    | Team Katusha              | + 23    |
| 4  | Sergio Henao (COL)      | Team Sky                  | + 25    |
| 5  | Michele Scarponi (ITA)  | Lampre-ISD                | + 25    |
| 6  | Ivan Basso (ITA)        | Liquigas–Cannondale       | + 25    |
| 7  | Stefano Pirazzi (ITA)   | Colnago-CSF Bardiani      | + 29    |
| 8  | Roman Kreuziger (CZE)   | Astana Pro Team           | + 29    |
| 9  | John Gadret (FRA)       | Ag2r-La Mondiale          | + 29    |
| 10 | Amets Txurruka (ESP)    | Euskaltel-Euskadi         | + 29    |

|    | Rytter                  | Hold                    | Tid      |
| -- | ----------------------- | ----------------------- | -------- |
| 1  | Joaquim Rodríguez (ESP) | Team Katusha            | 65:11.07 |
| 2  | Ryder Hesjedal (CAN)    | Garmin-Sharp            | + 30     |
| 3  | Ivan Basso (ITA)        | Liquigas–Cannondale     | + 1.22   |
| 4  | Paolo Tiralongo (ITA)   | Astana Pro Team         | + 1.26   |
| 5  | Roman Kreuziger (CZE)   | Astana Pro Team         | + 1.27   |
| 6  | Michele Scarponi (ITA)  | Lampre-ISD              | + 1.36   |
| 7  | Beñat Intxausti (ESP)   | Movistar Team           | + 1.42   |
| 8  | Sergio Henao (COL)      | Team Sky                | + 1.55   |
| 9  | Dario Cataldo (ITA)     | Omega Pharma-Quick Step | + 2.12   |
| 10 | Sandy Casar (FRA)       | FDJ-BigMat              | + 2.13   |